# Rhabdoniscus robustus
Rhabdoniscus robustus är en kräftdjursart som beskrevs av Albert Vandel 1981. Rhabdoniscus robustus ingår i släktet Rhabdoniscus och familjen Bathytropidae. Inga underarter finns listade i Catalogue of Life.